# Вандегуф
Вандегуф (англ. Vanderhoof) — окружний муніципалітет в Канаді, у провінції Британська Колумбія, у складі регіонального округу Балклі-Нечако.

## Населення
За даними перепису 2016 року, окружний муніципалітет нараховував 4439 осіб, показавши скорочення на 0,9%, порівняно з 2011-м роком. Середня густина населення становила 81 осіб/км².
З офіційних мов обидвома одночасно володіли 260 жителів, тільки англійською — 4 095, а 5 — жодною з них. Усього 445 осіб вважали рідною мовою не одну з офіційних, з них 5 — одну з корінних мов, а 5 — українську.
Працездатне населення становило 70,9% усього населення, рівень безробіття — 8,1% (12,2% серед чоловіків та 3,4% серед жінок). 90,1% осіб були найманими працівниками, а 8,1% — самозайнятими.
Середній дохід на особу становив $46 755 (медіана $38 128), при цьому для чоловіків — $60 158, а для жінок $33 729 (медіани — $59 392 та $26 832 відповідно).
36% мешканців мали закінчену шкільну освіту, не мали закінченої шкільної освіти — 23,4%, 40,6% мали післяшкільну освіту, з яких 31,8% мали диплом бакалавра, або вищий.
| Статево-вікова структура населення | Статево-вікова структура населення | Статево-вікова структура населення | Статево-вікова структура населення | Статево-вікова структура населення |
| ---------------------------------- | ---------------------------------- | ---------------------------------- | ---------------------------------- | ---------------------------------- |
|                                    |                                    |                                    |                                    |                                    |
| Всього                             | Всього                             | 50,0%                              |                                    |                                    |
| 0 — 14 років                       | 0 — 14 років                       |                                    | 20%                                | 20%                                |
| 15 — 64 років                      | 15 — 64 років                      |                                    | 65,7%                              | 65,7%                              |
| 65 і більше                        | 65 і більше                        |                                    | 14,3%                              | 14,3%                              |
| 85 і більше                        | 85 і більше                        |                                    | 2,2%                               | 2,2%                               |
| Середній вік (років)               | Середній вік (років)               | 37,339,6                           | 38,5                               | 38,5                               |
| Медіана (років)                    | Медіана (років)                    | 35,939,0                           | 37,5                               | 37,5                               |
| — чоловіки — жінки                 |                                    |                                    |                                    |                                    |

| Походження мешканців:     | Походження мешканців:     | Походження мешканців: | Походження мешканців: | Походження мешканців: |
| ------------------------- | ------------------------- | --------------------- | --------------------- | --------------------- |
| Походження                |                           |                       | осіб                  | %                     |
| Корінні американці        | Корінні американці        |                       | 545                   | 12.65%                |
| Інше північноамериканське | Інше північноамериканське |                       | 1 490                 | 34.57%                |
| Європейське               | Європейське               |                       | 3 460                 | 80.28%                |
| британське                | британське                |                       | 2 170                 | 50.35%                |
| французьке                | французьке                |                       | 560                   | 12.99%                |
| українське                | українське                |                       | 325                   | 7.54%                 |
| Латинськоамериканське     | Латинськоамериканське     |                       | 25                    | 0.58%                 |
| Карибське                 | Карибське                 |                       | 15                    | 0.35%                 |
| Африканське               | Африканське               |                       | 50                    | 1.16%                 |
| Азійське                  | Азійське                  |                       | 180                   | 4.18%                 |
| Океанійське               | Океанійське               |                       | 20                    | 0.46%                 |

| Зайнятість населення за галузями (за класифікацією NOC): | Зайнятість населення за галузями (за класифікацією NOC): | Зайнятість населення за галузями (за класифікацією NOC): | Зайнятість населення за галузями (за класифікацією NOC): | Зайнятість населення за галузями (за класифікацією NOC): |
| -------------------------------------------------------- | -------------------------------------------------------- | -------------------------------------------------------- | -------------------------------------------------------- | -------------------------------------------------------- |
|                                                          |                                                          |                                                          |                                                          |                                                          |
| Управління                                               | Управління                                               |                                                          | 5,8%                                                     | 5,8%                                                     |
| Бізнес, фінанси та адміністрування                       | Бізнес, фінанси та адміністрування                       |                                                          | 11,3%                                                    | 11,3%                                                    |
| Природничі та прикладні науки                            | Природничі та прикладні науки                            |                                                          | 4,1%                                                     | 4,1%                                                     |
| Охорона здоров'я                                         | Охорона здоров'я                                         |                                                          | 5,3%                                                     | 5,3%                                                     |
| Освіта, правозахист, муніципальні та урядові служби      | Освіта, правозахист, муніципальні та урядові служби      |                                                          | 13,8%                                                    | 13,8%                                                    |
| Мистецтво, культура, відпочинок та спорт                 | Мистецтво, культура, відпочинок та спорт                 |                                                          | 1,9%                                                     | 1,9%                                                     |
| Роздрібна торгівля та послуги                            | Роздрібна торгівля та послуги                            |                                                          | 21,6%                                                    | 21,6%                                                    |
| Гуртова торгівля, транспорт та обладнання                | Гуртова торгівля, транспорт та обладнання                |                                                          | 22,2%                                                    | 22,2%                                                    |
| Природні ресурси, сільське господарство                  | Природні ресурси, сільське господарство                  |                                                          | 6%                                                       | 6%                                                       |
| Виробництво                                              | Виробництво                                              |                                                          | 8%                                                       | 8%                                                       |

## Клімат
Середня річна температура становить 3,3°C, середня максимальна – 20,8°C, а середня мінімальна – -19,1°C. Середня річна кількість опадів – 492 мм.
| Клімат поселення                              | Клімат поселення | Клімат поселення | Клімат поселення | Клімат поселення | Клімат поселення | Клімат поселення | Клімат поселення | Клімат поселення | Клімат поселення | Клімат поселення | Клімат поселення | Клімат поселення | Клімат поселення |
| Показник                                      | Січ.             | Лют.             | Бер.             | Квіт.            | Трав.            | Черв.            | Лип.             | Серп.            | Вер.             | Жовт.            | Лист.            | Груд.            |                  |
| Середній максимум, °C                         | −4,55            | −0,65            | 5,46             | 12,07            | 17,15            | 20,75            | 19,99            | 19,41            | 14,68            | 8,83             | 0,74             | −5,78            |                  |
| Середня температура, °C                       | −11,81           | −7,9             | −1,8             | 4,79             | 9,89             | 13,49            | 15,78            | 15,20            | 10,46            | 4,62             | −3,48            | −10              |                  |
| Середній мінімум, °C                          | −19,07           | −15,16           | −9,05            | −2,46            | 2,64             | 6,23             | 11,56            | 10,99            | 6,26             | 0,41             | −7,68            | −14,21           |                  |
| Норма опадів, мм                              | 45               | 27               | 24               | 25               | 35               | 57               | 54               | 44               | 44               | 50               | 45               | 42               |                  |
| Середньомісячна швидкість вітру, м/с          | 1.59             | 1.70             | 1.90             | 2.10             | 2.10             | 2.00             | 1.90             | 1.70             | 1.70             | 1.84             | 1.83             | 1.60             |                  |
| Середньомісячна сонячна радіація, кДж/м²·день | 2417             | 5053             | 10111            | 15209            | 18900            | 20767            | 20353            | 17143            | 11452            | 6022             | 2782             | 1738             |                  |
| --------------------------------------------- | ---------------- | ---------------- | ---------------- | ---------------- | ---------------- | ---------------- | ---------------- | ---------------- | ---------------- | ---------------- | ---------------- | ---------------- | ---------------- |
| Джерело:                                      |                  |                  |                  |                  |                  |                  |                  |                  |                  |                  |                  |                  |                  |